# Народно-демократичний фронт (Індонезія)
Народно-демократичний фронт (індонез. Front Demokrasi Rakjat, FDR) — об'єднаний фронт лівих партій Індонезії, заснований у лютому 1948 року. Існував упродовж нетривалого проміжку часу. До його складу входили Комуністична партія, Соціалістична партія, Партія праці, Всеіндонезійська центральна організація праці та Союз фермерів. Керував Фронтом Амір Шарифуддін.